# Joe Hahn
Joseph Hahn (Dallas, Texas; 15 de marzo de 1977), de nombre artístico Joe Hahn, es un DJ, director, artista visual y productor discográfico estadounidense, conocido por su papel en la banda de rock Linkin Park, dedicándose al scratching, tocadiscos, sampleo y programación de los ocho álbumes de estudio del grupo. Hahn y su compañero de banda Mike Shinoda son responsables de la mayor parte del arte de los álbumes de Linkin Park. Hahn también dirigió muchos de los vídeos musicales de la banda.

## Biografía
Joseph "Joe" Hahn nació en Dallas, Texas el 15 de marzo de 1977 pero creció en Glendale, California. Hahn es coreano-estadounidense de segunda generación.

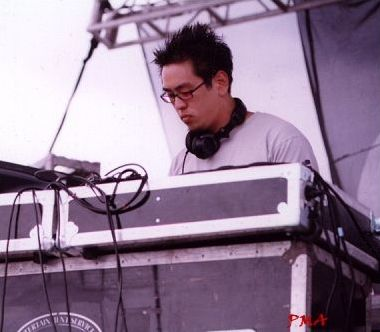
Joe Hahn en un concierto de Linkin Park en 2001.

### Linkin Park
Hahn se graduó de la Herbert Hoover High School en Glendale en 1995. Luego estudió en el Art Center College of Design de Pasadena, pero no se graduó. Hahn se unió a Linkin Park, llamada en ese entonces Xero, en 1997 como el DJ de la banda. Desde entonces, él ha dirigido la mayoría de los videos de la banda (excepto "One Step Closer","Crawling","Faint","Given Up" y "We Made It"). Hahn, junto con su compañero de banda Mike Shinoda, es responsable de la mayor parte de las ilustraciones de los álbumes de Linkin Park. Además, participó con Mike Shinoda en su producción The Rising Tied, del proyecto alterno de Hip Hop Fort Minor.
A Joe se le ocurrió el concepto de One Step Closer y ha estado involucrado en todos los demás videos. Él es el director oficial de los videos para la banda.
Hahn se convirtió en el primer coreano estadounidense en recibir un Grammy cuando la banda ganó el premio 2002 de  Mejor Interpretación de Hard Rock

## Vida personal
Hahn es un coreano estadounidense de segunda generación.
El 15 de febrero de 2005, Hahn se casó con Karen Benedit, la pareja se divorció en 2009.
El 21 de octubre de 2012, Hahn se casó con Heidi Woan, a quien había conocido un par de años antes, en 2010. A finales de 2013, nació su primera hija, Lola Hahn.

## Curiosidades
Mr. Hahn constantemente inventa cosas en las conversaciones con fanes que no saben mucho sobre LP (Linkin Park) que son completamente inciertas, así que Brad dice que tengan cuidado con él, no hay que creer mucho en lo que dice.
- Joe se aburre fácilmente y tiene un sentido del humor "seco", así que no hay necesidad de enojarte si él no te pone mucha atención (los fanes). Él no lo hace en una mala manera. (ejemplo: dejando la mesa de LPU Meet & Greet para caminar por la fila autografiando las cosas de la gente para irse rápido.)

- Un rasgo de Joe, usa lentes similares a los de Chester pero diferentes en estilo. Su cabello es naturalmente negro, pero el lo aclaró un poco. Él no tiene tatuajes ni pírsines.

- Él creó los conceptos de los videos: One Step Closer, Crawling, In The End e hizo toda la animación de Pts.Of.Athrty.

- Tiene una doble personalidad llamada Remy. Joe o "Remy" habla en el comienzo de Cure For The Itch.

- Joe y Nathan Cox codirigieron el video de Static-X, "Cold".

- Joe y Chester concuerdan en que la canción de Foo Fighters "Everlong", es la mejor canción de todos los tiempos.

- Joe dice que Valkyrie Fighter de Robotech es la caricatura que mejor lo representa, porque él se extralimita y es cool.

- Joe sólo estuvo un año en la Universidad después se comenzó a mover en las fotos. Él trabajó en las películas "Sphere" y "Phantoms"

- Tiene una tienda de música llamada SURU.

- En noviembre de 2011, Hahn diseñó un casco de Fórmula 1 para el conductor Kamui Kobayashi.[8]

## Filmografía

### Videos musicales
| Año  | Título                   | Banda             | Notas                                             |
| ---- | ------------------------ | ----------------- | ------------------------------------------------- |
| 1998 | War?                     | System of a Down  | Codirigido con Nathan "Karma" Cox                 |
| 2001 | Papercut                 | Linkin Park       | Codirigido con Nathan "Karma" Cox                 |
| 2001 | In the End               | Linkin Park       | Codirigido con Nathan "Karma" Cox                 |
| 2001 | Points of Authority      | Linkin Park       | Codirigido con Nathan "Karma" Cox                 |
| 2002 | Cold                     | Static-X          | Codirigido con Nathan "Karma" Cox                 |
| 2002 | Symphony in X Major      | Xzibit            |                                                   |
| 2002 | It's Goin' Down          | The X-Ecutioners  | Director e invitado musical                       |
| 2002 | Kyur4 th Ich             | Linkin Park       | MTV:Playback                                      |
| 2003 | Somewhere I Belong       | Linkin Park       |                                                   |
| 2003 | Numb                     | Linkin Park       |                                                   |
| 2004 | Anthem of Our Dying Day  | Story of the Year |                                                   |
| 2004 | From the Inside          | Linkin Park       |                                                   |
| 2004 | Breaking the Habit       | Linkin Park       | Codirigido con Kazuto Nakazawa                    |
| 2005 | Time to Waste            | Alkaline Trio     |                                                   |
| 2007 | What I've Done           | Linkin Park       |                                                   |
| 2007 | Bleed It Out             | Linkin Park       |                                                   |
| 2008 | Shadow of the Day        | Linkin Park       |                                                   |
| 2008 | Given Up                 | Linkin Park       | Codirigido con Mark Fiore; créditos a Linkin Park |
| 2008 | Leave Out All the Rest   | Linkin Park       |                                                   |
| 2009 | New Divide               | Linkin Park       |                                                   |
| 2010 | The Catalyst             | Linkin Park       |                                                   |
| 2010 | Waiting for the End      | Linkin Park       |                                                   |
| 2011 | Burning in the Skies     | Linkin Park       |                                                   |
| 2011 | Iridescent               | Linkin Park       |                                                   |
| 2012 | Burn It Down             | Linkin Park       |                                                   |
| 2013 | A Light That Never Comes | Linkin Park       | Con Steve Aoki                                    |

### Películas
| Año  | Título                | Rol        | Notas                                  |
| ---- | --------------------- | ---------- | -------------------------------------- |
| 2005 | The Seed              | Director   | Codirigido con Ken Mercado             |
| 2014 | Mall                  | Director   | Productor ejecutivo: Vincent D'Onofrio |
| 2022 | Blade of the 47 Ronin | Compositor | Junto a Alec Puro                      |